# Mount Troubridge
Mount Troubridge ist ein über 1000 m hoher Berg im ostantarktischen Viktorialand. Er ragt aus dem östlichen Ende der Hedgpeth Heights in den Anare Mountains auf.
Entdeckt und grob kartiert wurde der Berg im Januar 1841 bei der von James Clark Ross geleiteten britischen Antarktisexpedition (1839–1843). Ross benannte ihn nach Konteradmiral Edward Thomas Troubridge (1787–1852) von der Royal Navy, damaliger Junior Lord der Admiralität.